# American Music Awards de 1992
O American Music Awards de 1992 ocorreu em 27 de janeiro de 1992, no Shrine Auditorium, em Los Angeles, nos Estados Unidos. A cerimônia foi apresentada pelo rapper estadunidense MC Hammer. A premiação reconheceu os álbuns e artistas mais populares do ano de 1991.
O grupo C+C Music Factory foi quem recebeu mais indicações e foi também o grande vencedor da noite, ganhando cinco dos seis troféus a que concorria. O astro pop Michael Bolton e os artistas de soul music Luther Vandross e Natalie Cole ganharam dois prêmios cada.

## Performances
| Artista                  | Canção | Apresentado por |
| ------------------------ | --- | --------------- |
| MC Hammer                | "Reverend Pressure"                                                                                          | —               |
| Color Me Badd            | Medley: "I Adore Mi Amor" "I Wanna Sex You Up" "All 4 Love"                                                  | MC Hammer       |
| Reba McEntire            | "The Night the Lights Went Out in Georgia"                                                                   | —               |
| Guns N' Roses            | "Yesterdays"[a]                                                                                              | —               |
| Whitney Houston          | Medley: "I'm Your Baby Tonight" "My Name Is Not Susan" "Who Do You Love"                                     | MC Hammer       |
| Céline Dion Peabo Bryson | "Beauty and the Beast"                                                                                       | MC Hammer       |
| Wynonna Judd             | "She Is His Only Need"                                                                                       | —               |
| James Brown              | Medley: "Please, Please, Please" Papa's Got a Brand New Bag" Sex Machine" "It's Time To Love" "Out of Sight" | MC Hammer       |
| Boyz II Men              | "It's So Hard to Say Goodbye to Yesterday"                                                                   | MC Hammer       |
| Travis Tritt             | "Anymore" | —               |
| MC Hammer                | "2 Legit 2 Quit" "Pump It Up"                                                                                | —               |

Notas
- a  Pré-gravado em Las Vegas, nos Estados Unidos.

## Vencedores e indicados
Os vencedores estão listados em negrito.
| Cantor de Pop/Rock (apresentado por Natalie Cole e Herbie Hancock)                                                                                 | Cantora de Pop/Rock (apresentado por DJ Jazzy Jeff & the Fresh Prince) |
| --- | --- |
| - Michael Bolton - Bryan Adams - Rod Stewart | - Paula Abdul - Mariah Carey - Whitney Houston |
| Banda/Dupla/Grupo de Pop/Rock (apresentado por Richard Marx e Chaka Khan)                                                                          | Álbum de Pop/Rock (apresentado por Paula Abdul e Magic Johnson) |
| - C+C Music Factory - Color Me Badd - Guns N' Roses                                                                                                | - Time, Love & Tenderness – Michael Bolton - Gonna Make You Sweat – C+C Music Factory - Unforgettable... with Love – Natalie Cole - Out of Time – R.E.M.                                                              |
| Single de Pop/Rock (apresentado por Eddie Money e Jody Watley)                                                                                     | Arista Revelação de Pop/Rock (apresentado por Lita Ford e Richie Sambora) |
| - "(Everything I Do) I Do It for You" – Bryan Adams - "I Wanna Sex You Up" – Color Me Badd - "More Than Words" – Extreme                           | - C+C Music Factory - Boyz II Men - Color Me Badd |
| Cantor de Soul/R&B (apresentado por BeBe Winans e CeCe Winans)                                                                                     | Cantora de Soul/R&B (apresentado por Tony Terry e Curtis Stigers |
| - Luther Vandross - LL Cool J - Prince - Gerald Levert                                                                                             | - Mariah Carey - Natalie Cole - Whitney Houston |
| Banda/Dupla/Grupo de Soul/R&B (apresentado por Michael Bolton e Luther Vandross)                                                                   | Álbum de Soul/R&B (apresentado por Karyn White e LL Cool J) |
| - Bell Biv DeVoe - Boyz II Men - DJ Jazzy Jeff & The Fresh Prince                                                                                  | - Power of Love – Luther Vandross - Cooleyhighharmony – Boyz II Men - I'm Your Baby Tonight – Whitney Houston - New Jack City (Trilha Sonora Original) – Vários Artistas                                              |
| Single de Soul/R&B (apresentado por C+C Music Factory)                                                                                             | Artista Revelação de Soul/R&B (apresentado por Another Bad Creation) |
| - "I Wanna Sex You Up" – Color Me Badd - "I Adore Mi Amor" – Color Me Badd - "Motownphilly" – Boyz II Men                                          | - Boyz II Men - Color Me Badd - Hi-Five |
| Cantor de Country (apresentado por Natalie Cole e Herbie Hancock)                                                                                  | Cantora de Country (apresentado por Rick Springfield e Ricky Van Shelton) |
| - Garth Brooks - Clint Black - Ricky Van Shelton                                                                                                   | - Reba McEntire - Kathy Mattea - Dolly Parton |
| Banda/Dupla/Grupo de Country (apresentado por Alan Jackson e Lorrie Morgan)                                                                        | Álbum de Country (apresentado por Crystal Waters e Michael W Smith) |
| - Alabama - The Judds - Kentucky Headhunters | - No Fences – Garth Brooks - Put Yourself in My Shoes – Clint Black - Ropin' the Wind – Garth Brooks - Don't Rock the Jukebox – Alan Jackson - Rumor Has It – Reba McEntire - It's All About to Change – Travis Tritt |
| Single de Country (apresentado por Tracie Spencer e Tevin Campbell)                                                                                | Artista Revelação de Country (apresentado por The Kentucky Headhunters) |
| - "The Thunder Rolls" – Garth Brooks - "Here's a Quarter (Call Someone Who Cares)" – Travis Tritt - "She's in Love with the Boy" – Trisha Yearwood | - Trisha Yearwood - Billy Dean - Pam Tillis |
| Artista Adulto Contemporâneo (apresentado por Eddie Levert e Gerald Levert)                                                                        | Álbum Adulto Contemporâneo (apresentado por Bell Biv DeVoe) |
| - Natalie Cole - Paula Abdul - Whitney Houston | - Unforgettable... with Love – Natalie Cole - Spellbound – Paula Abdul - I'm Your Baby Tonight – Whitney Houston |
| Artista Revelação Adulto Contemporâneo (apresentado por Dwight Yoakam e Queen Latifah)                                                             | Artista de Dance (apresentado por Debbie Gibson e Travis Tritt) |
| - Michael W. Smith - Marc Cohn - The Triplets | - C+C Music Factory - Madonna - Crystal Waters |
| Single de Dance (apresentado por Marky Mark, Scottie Gee e Roberta Flack)                                                                          | Artista Revelação de Dance (apresentado por Naughty by Nature) |
| - "Gonna Make You Sweat (Everybody Dance Now)" – C+C Music Factory - "Gypsy Woman (She's Homeless)" – Crystal Waters - "Someday" – Mariah Carey    | - C+C Music Factory - The KLF - Crystal Waters |
| Artista de Heavy Metal/Hard Rock (apresentado por Firehouse)                                                                                       | Álbum de Heavy Metal/Hard Rock (apresentado por Spinal Tap) |
| - Guns N' Roses - Metallica - Van Halen | - For Unlawful Carnal Knowledge – Van Halen - Use Your Illusion I – Guns N' Roses - Metallica – Metallica |
| Artista Revelação de Heavy Metal/Hard Rock (apresentado por Slaughter)                                                                             | Artista de Rap (apresentado por Kenny G e Kathy Mattea) |
| - Firehouse - Alice in Chains - Nirvana | - MC Hammer - DJ Jazzy Jeff & the Fresh Prince - N.W.A. |
| Álbum de Rap (apresentado por Lisa Hartman e Clint Black)                                                                                          | Artista Revelação de Rap (apresentado por Trisha Yearwood e Herbie Hancock) |
| - Homebase – DJ Jazzy Jeff & the Fresh Prince - Mama Said Knock You Out – LL Cool J - Apocalypse 91... The Enemy Strikes Black – Public Enemy      | - Naughty by Nature - DJ Quik - Marky Mark and the Funky Bunch |
| Prêmio de Mérito (apresentado por MC Hammer e Dick Clark)                                                                                          | |
| James Brown | |